# Nekrolog 1527
Nekrolog
◄◄
| ◄
| 1523
| 1524
| 1525
| 1526
| 1527 | 1528 | 1529 | 1530 | 1531 | ► | ►►
Weitere Ereignisse | Allgemeiner Nekrolog 1527
Die Beschreibung der verstorbenen Person sollte so kurz wie möglich gehalten sein und nur deren signifikante Tätigkeit(en) enthalten.
Neue Namen ggf. auch unter dem Geburts- und Sterbedatum, also etwa unter 1. Januar und im Geburts- und Sterbejahr (2024) eintragen (nur bei entsprechender großer Wichtigkeit). Für Beispiele siehe die schon vorhandenen Artikel.
Außerdem über die fünf zuletzt Verstorbenen, zu denen es einen ausreichend guten Artikel für eine Präsentation auf der Hauptseite gibt, nach der todesbedingten Überarbeitung der Artikel ggf. auch unter Wikipedia Diskussion:Hauptseite informieren und sie am besten auch in den anderen Wikipedia-Sprachversionen eintragen. Tipp: Regelmäßig bei news.google.de nach „ist tot“, „gestorben“ oder „verstorben“ suchen.
Wenn eine Person gestorben ist, gibt es viele Seiten zu dieser Person in der Wikipedia, die davon auch betroffen sind und entsprechend aktualisiert werden müssen. Beispiele: Namenübersichtsseite, Geburtsjahr, Geburtsort-Seiten und viele mehr.
Wie finde ich die betroffenen Seiten?
Im Suchfeld auf der linken Seite gibt man den Suchbegriff so ein: „Vorname Nachname“. Dann klickt man auf Volltext und alle Seiten mit entsprechendem Suchtext werden aufgerufen. Hier sieht man dann schnell, wo auch das Todesjahr Sinn macht oder sogar ein Teil des Artikels angepasst werden muss. Auch hilft das „Werkzeug“ auf der linken Seite sehr gut, um solche Seiten aufzufinden: „Links auf diese Seite“. Somit ist die Wikipedia wieder aktuell in allen Bereichen! Hinweis: bei Eintragung der Kategorie „Gestorben JAHR“ wird der Missbrauchsfilter 49 ausgelöst, was jedoch nicht schlimm ist. Siehe: Spezial:Missbrauchsfilter/49
Dies ist eine Liste von im Jahr 1527 verstorbenen bekannten Persönlichkeiten. Die Einträge erfolgen innerhalb der einzelnen Daten alphabetisch sortiert. Tiere sind im Nekrolog für Tiere zu finden.

## Januar
| Tag        | Name                  | Beruf, bekannt als                                                          | Alter | Beleg |
| ---------- | --------------------- | --------------------------------------------------------------------------- | ----- | ----- |
| 5. Januar  | Felix Manz            | Mitbegründer der Täuferbewegung und erster täuferischer Märtyrer von Zürich |       |       |
| 14. Januar | Stefan IV.            | Woiwode des Fürstentums Moldau                                              |       |       |
| 21. Januar | Juan de Grijalva      | spanischer Entdecker                                                        |       |       |
| 21. Januar | Jakob van Hoogstraten | päpstlicher Inquisitor zur Zeit der Reformation                             |       |       |

## Februar
| Tag         | Name                      | Beruf, bekannt als                                                                                    | Alter | Beleg |
| ----------- | ------------------------- | --- | ----- | ----- |
| 8. Februar  | Georg Wagner              | Priester, Märtyrer der Reformation                                                                    |       |       |
| 9. Februar  | Gabriel Guetrater         | Ratsherr, Schreiber und Bürgermeister der Stadt Wien, außerdem Jurist und Rektor der Universität Wien |       |       |
| 10. Februar | Ludwig von Diesbach       | Berner Staatsmann                                                                                     |       |       |
| 12. Februar | Johann Rudolf von Hallwyl | Domherr und Dompropst in Basel, Propst des Kollegiatstifts Saint-Ursanne                              |       |       |
| 28. Februar | Gottschalk von Wickede    | Ratsherr der Hansestadt Lübeck                                                                        |       |       |

## März
| Tag      | Name                         | Beruf, bekannt als                                      | Alter | Beleg |
| -------- | ---------------------------- | ------------------------------------------------------- | ----- | ----- |
| 10. März | Nam Gon                      | koreanischer Politiker und neokonfuzianischer Philosoph |       |       |
| 16. März | Christoph von Utenheim       | Bischof von Basel                                       |       |       |
| 19. März | Christoph I.                 | Markgraf von Baden (1475–1515)                          | 73    |       |
| 26. März | Giovanni di Niccolò Mansueti | italienischer Maler                                     |       |       |
| 30. März | Johann IV.                   | Graf von Holstein-Pinneberg                             |       |       |

## April
| Tag       | Name                | Beruf, bekannt als                          | Alter | Beleg |
| --------- | ------------------- | ------------------------------------------- | ----- | ----- |
| 23. April | Georg Winckler      | deutscher Reformator                        |       |       |
| 24. April | Konrad Schepenstede | Kaufmann und Ratsherr der Hansestadt Lübeck |       |       |

## Mai
| Tag     | Name                                | Beruf, bekannt als                                       | Alter | Beleg |
| ------- | ----------------------------------- | -------------------------------------------------------- | ----- | ----- |
| 4. Mai  | Shōhaku                             | japanischer Dichter                                      |       |       |
| 6. Mai  | Charles III. de Bourbon-Montpensier | französischer Heerführer; Herzog von Bourbon-Montpensier | 37    |       |
| 10. Mai | Johann Hüglin                       | deutscher evangelischer Märtyrer                         |       |       |
| 17. Mai | Jacob Krum                          | Schweizer Bürgermeister                                  |       |       |
| 19. Mai | Michael Hummelberger                | deutscher Humanist und Philologe                         |       |       |
| 20. Mai | Hans Hergot                         | deutscher Buchdrucker, Buchhändler und utopischer Autor  |       |       |
| 21. Mai | Michael Sattler                     | Persönlichkeit der ersten Täufergeneration               |       |       |
| 26. Mai | Mercurius de Vipera                 | italienischer römisch-katholischer Bischof               |       |       |

## Juni
| Tag      | Name                | Beruf, bekannt als                                                    | Alter | Beleg |
| -------- | ------------------- | --------------------------------------------------------------------- | ----- | ----- |
| 9. Juni  | Heinrich Finck      | deutscher Kapellmeister und Komponist                                 |       |       |
| 14. Juni | Louis IV. de Rohan  | französischer Adliger und Militär                                     |       |       |
| 21. Juni | Niccolò Machiavelli | florentinischer Politiker, Philosoph, Geschichtsschreiber und Dichter | 58    |       |
| 27. Juni | Franz Diemann       | deutscher Lübecker Domherr                                            |       |       |

## Juli
| Tag      | Name                | Beruf, bekannt als  | Alter | Beleg |
| -------- | ------------------- | ------------------- | ----- | ----- |
| 28. Juli | Rodrigo de Bastidas | spanischer Eroberer |       |       |

## August
| Tag        | Name                  | Beruf, bekannt als                       | Alter | Beleg |
| ---------- | --------------------- | ---------------------------------------- | ----- | ----- |
| 3. August  | Scaramuccia Trivulzio | Kardinal der katholischen Kirche         |       |       |
| 10. August | Florimond I. Robertet | königlicher Sekretär, Notar und Kämmerer | 68    |       |
| 12. August | Jacques de Beaune     | französischer Finanzpolitiker            |       |       |
| 16. August | Leonhard Kaiser       | lutherischer Theologe und Reformator     |       |       |
| 22. August | Gonzalo de Sandoval   | spanischer Konquistador                  |       |       |

## September
| Tag           | Name                        | Beruf, bekannt als                                    | Alter | Beleg |
| ------------- | --------------------------- | ----------------------------------------------------- | ----- | ----- |
| 6. September  | Marx Treitzsaurwein         | Geheimschreiber, Kanzler von Niederösterreich         |       |       |
| 9. September  | Johann II. von Blankenfelde | deutscher Geistlicher, Erzbischof von Riga            |       |       |
| 11. September | Charles I. de Croÿ          | Fürst von Chimay                                      |       |       |
| 18. September | Kaspar Schatzgeyer          | katholischer Kontroverstheologe der Reformationszeit  |       |       |
| 20. September | Albrecht der Jagiellone     | Prinz des polnisch-litauischen Hauses der Jagiellonen | 0     |       |
| 21. September | Kasimir                     | Markgraf von Brandenburg-Kulmbach (1515–1527)         | 45    |       |
| 23. September | Charles de Lannoy           | Feldherr Karls V.                                     |       |       |

## Oktober
| Tag         | Name            | Beruf, bekannt als                 | Alter | Beleg |
| ----------- | --------------- | ---------------------------------- | ----- | ----- |
| 27. Oktober | Eukarius Binder | täuferischer Sendbote und Märtyrer |       |       |
| 27. Oktober | Johann Froben   | Buchdrucker und Verleger in Basel  |       |       |

## November
| Tag          | Name                  | Beruf, bekannt als                             | Alter | Beleg |
| ------------ | --------------------- | ---------------------------------------------- | ----- | ----- |
| 5. November  | Maria von Tecklenburg | Äbtissin im Stift Freckenhorst                 |       |       |
| 8. November  | Hieronymus Emser      | katholischer Theologe und Gegenspieler Luthers | 49    |       |
| 15. November | Katherine of York     | englische Prinzessin aus dem Haus York         | 48    |       |
| 15. November | Adam Petri            | Basler Buchdrucker und Verleger                |       |       |
| 28. November | Thomas von Wickede    | Bürgermeister von Lübeck                       |       |       |
| November     | Hans Denck            | Täufer der Reformation                         |       |       |

## Dezember
| Tag          | Name            | Beruf, bekannt als                                                 | Alter | Beleg |
| ------------ | --------------- | ------------------------------------------------------------------ | ----- | ----- |
| 6. Dezember  | Hans Hut        | Täufer in Süddeutschland und Österreich                            |       |       |
| 19. Dezember | Oswald Binder   | katholischer Priester, Benediktiner und Abt des Klosters Murrhardt |       |       |
| Dezember     | Gerhard van Wou | holländischer Glockengießer                                        |       |       |

## Datum unbekannt
| Tag | Name                             | Beruf, bekannt als                                               | Alter | Beleg |
| --- | -------------------------------- | ---------------------------------------------------------------- | ----- | ----- |
|     | Huayna Cápac                     | 11. König der Inka                                               |       |       |
|     | Caradosso                        | italienischer Goldschmied und Medailleur                         |       |       |
|     | Francesco Colonna                | italienischer Schriftsteller                                     |       |       |
|     | Laurentius Corvinus              | schlesischer Gelehrter an der Krakauer Akademie                  |       |       |
|     | Hieronymus von Croaria           | deutscher Jurist, Rechtsgelehrter und kaiserlicher Bundesrichter |       |       |
|     | Marco Dente                      | italienischer Kupferstecher                                      |       |       |
|     | Christoph Frankopan              | kroatischer Graf                                                 |       |       |
|     | Kaspar                           | Pfalzgraf und Herzog von Pfalz-Zweibrücken (1489–1490)           |       |       |
|     | William Keith, 2. Earl Marischal | schottischer Adliger                                             |       |       |
|     | Meister von Cappenberg           | Maler in Westfalen                                               |       |       |
|     | Wacław Ostroróg                  | polnischer Kastellan                                             |       |       |
|     | Georg Seld                       | deutscher Goldschmied                                            |       |       |
|     | Hans Barge                       | erster deutscher Weltumsegler                                    |       |       |
|     | Zutfeld Wardenberg               | Schweriner Bischof                                               |       |       |